# Rupa-Rupa (distrito)
O Distrito peruano de Rupa-Rupa é um dos seis distritos que formam a Província de Leoncio Prado, situada no Departamento de Huánuco, pertencente a Região Huánuco, na zona central do Peru.

## Transporte
O distrito de Rupa-Rupa é servido pela seguinte rodovia:
- PE-18A, que liga o distrito de Luyando à cidade de Pillco Marca
- PE-14A, que liga o distrito de Huaraz (Região de Ancash) à cidade[1][2][3]